# Acid Android
Acid android es el proyecto en solitario del músico Yukihiro, baterista de L'Arc-en-Ciel, el cual tiene un contrato con Sony Music Japan, y Ki/oon Records. Los lanzamientos de este proyecto se han realizado entre los álbumes con L'Arc-en-Ciel. Hasta la fecha han publicado 4 EP Y 2 DVD de sus conciertos en vivo.

## Discografía

### Álbumes y EP
- Acid Android (25 de septiembre de 2002)
- Faults (12 de marzo de 2003)
- Purification (5 de mayo de 2006 en CD y SACD)
- 13:Day:Dream (13 de julio de 2010)
- Code (27 de octubre de 2010)

### Sencillos
- Ring the Noise (27 de septiembre de 2001)
- Let's Dance (5 de abril de 2006)

### DVD
- Acid Android Live 2003 (3 de marzo de 2004)
- Acid Android Tour 2006 (22 de noviembre de 2006)
- Acid Android Live 2010 (23 de febrero de 2011)